# Saint-Capraise-de-Lalinde
Saint-Capraise-de-Lalinde is een gemeente in het Franse departement Dordogne (regio Nouvelle-Aquitaine) en telt 554 inwoners (2004). De plaats maakt deel uit van het arrondissement Bergerac.

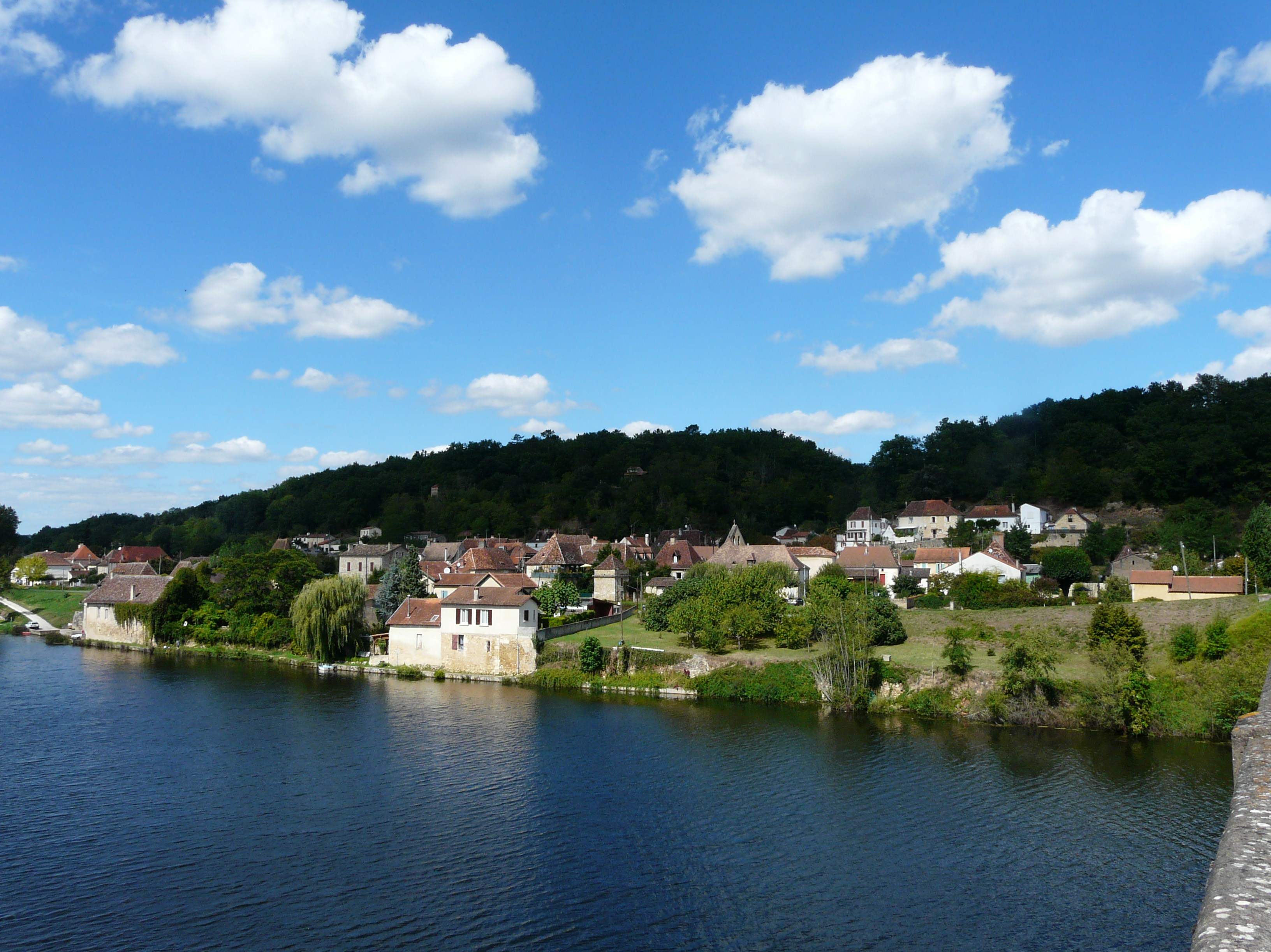
Saint-Capraise-de-Lalinde
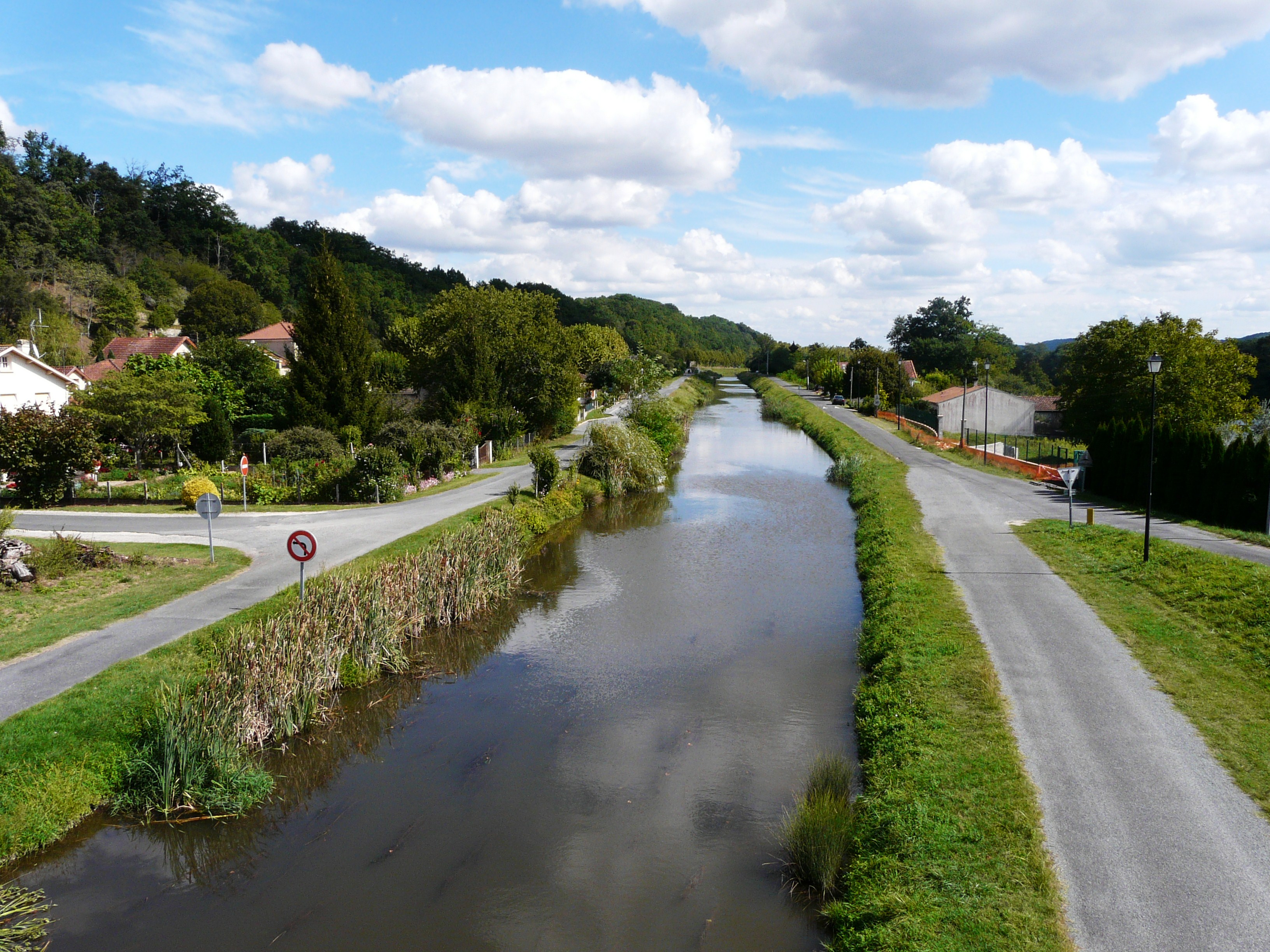
Kanaal bij Saint-Capraise-de-Lalinde
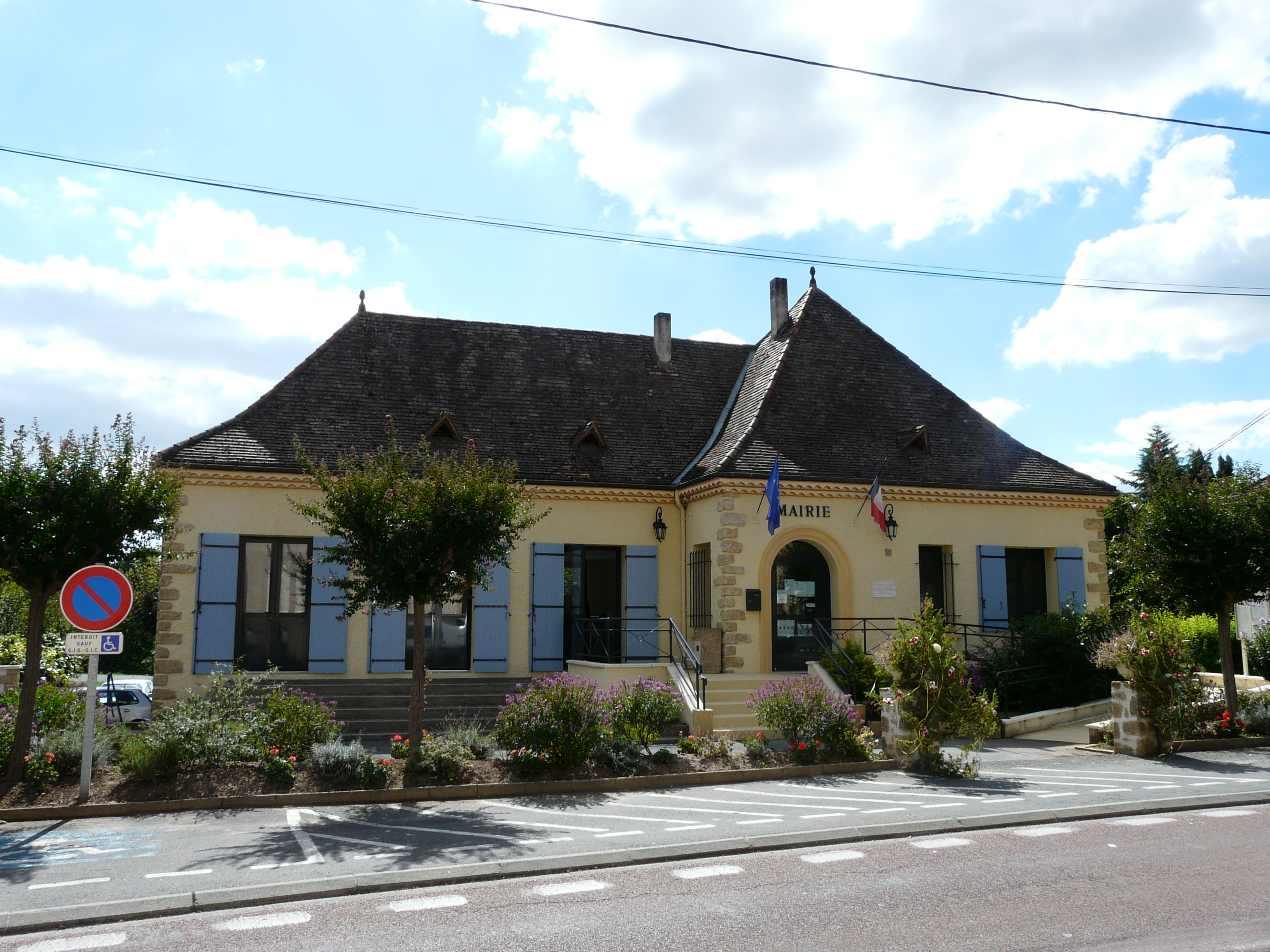
Gemeentehuis

## Geografie
De oppervlakte van Saint-Capraise-de-Lalinde bedraagt 3,8 km², de bevolkingsdichtheid is 145,8 inwoners per km².
De onderstaande kaart toont de ligging van Saint-Capraise-de-Lalinde met de belangrijkste infrastructuur en aangrenzende gemeenten.

## Demografie
Onderstaande figuur toont het verloop van het inwonertal (bron: INSEE-tellingen).